# Biserica romano-catolică din Elisabetin, Timișoara
Biserica Preasfânta Inimă a lui Isus este o biserică romano-catolică din cartierul Elisabetin din Timișoara. Construcția, în stil neogotic, a început în 1912 și a fost terminată în 1919. Proiectul a fost realizat de arhitectul Karl Salkovics.

## Istoric
În anul 1899 s-a format comitetul pentru construirea bisericii. Terenul pe care urma să fie construită biserica a fost donat de grădinarul Vilmos Mühle. Pentru construcția bisericii episcopul Sándor Dessewffy a donat suma de 50 000 de coroane, solicitând ca biserica să fie a Ordinului Salvatorian (Societas Divini Salvatoris).
Lucrările au început în data de 12 iunie 1912, însă în timpul primului război mondial au stagnat. Ele au fost reluate în primăvara anului 1919.
Biserica a fost sfințită în ziua Adormirii Maicii Domnului din același an de episcopul Gyula Glattfelder. Inițial biserica a funcționat ca filială a bisericii din Iosefin, însă din 15 septembrie 1919 a fost ridicată la rangul de parohie independentă.
În anul 1938 biserica a fost consacrată de episcopul de Timișoara Augustin Pacha.

## Descriere
Biserica este amplasată în piața Nicolae Bălcescu din cartierul Elisabetin, piață care în perioada interbelică a purtat denumirea de Piața Lahovary. A fost construită în stil neogotic, ce amintește de biserica Votivkirche din Viena după planurile arhitectului Karl Salkovics. Biserica are vitralii și cinci altare sculptate, opera sculptorului Ferdinand Stuflesser.
Dimensiunile bisericii sunt: 52 m lungime și 22 m lățime. Biserica are patru turnuri, din care două turle cu o înălțime de 57 de metri.

## Imagini

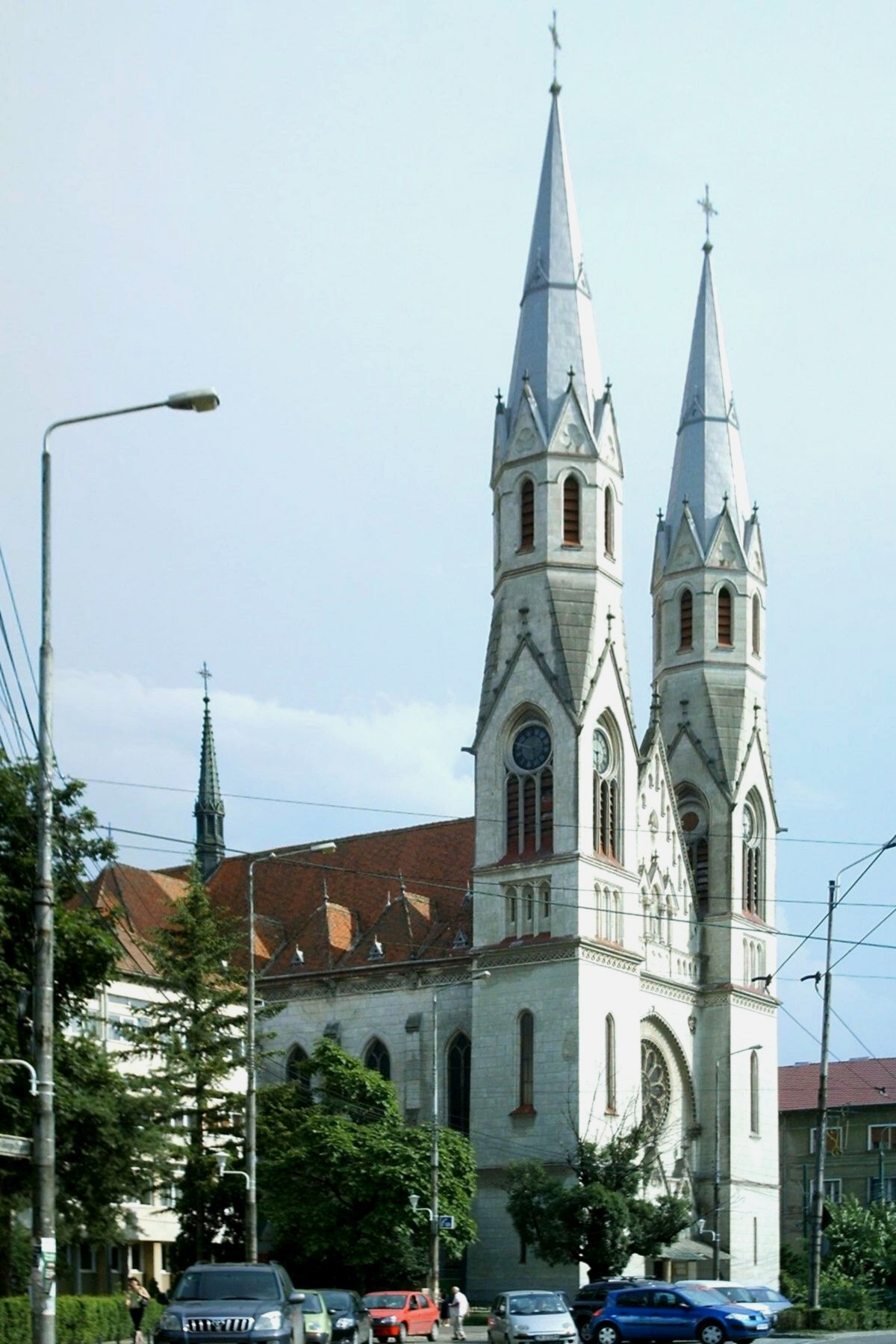
Vedere dinspre nord
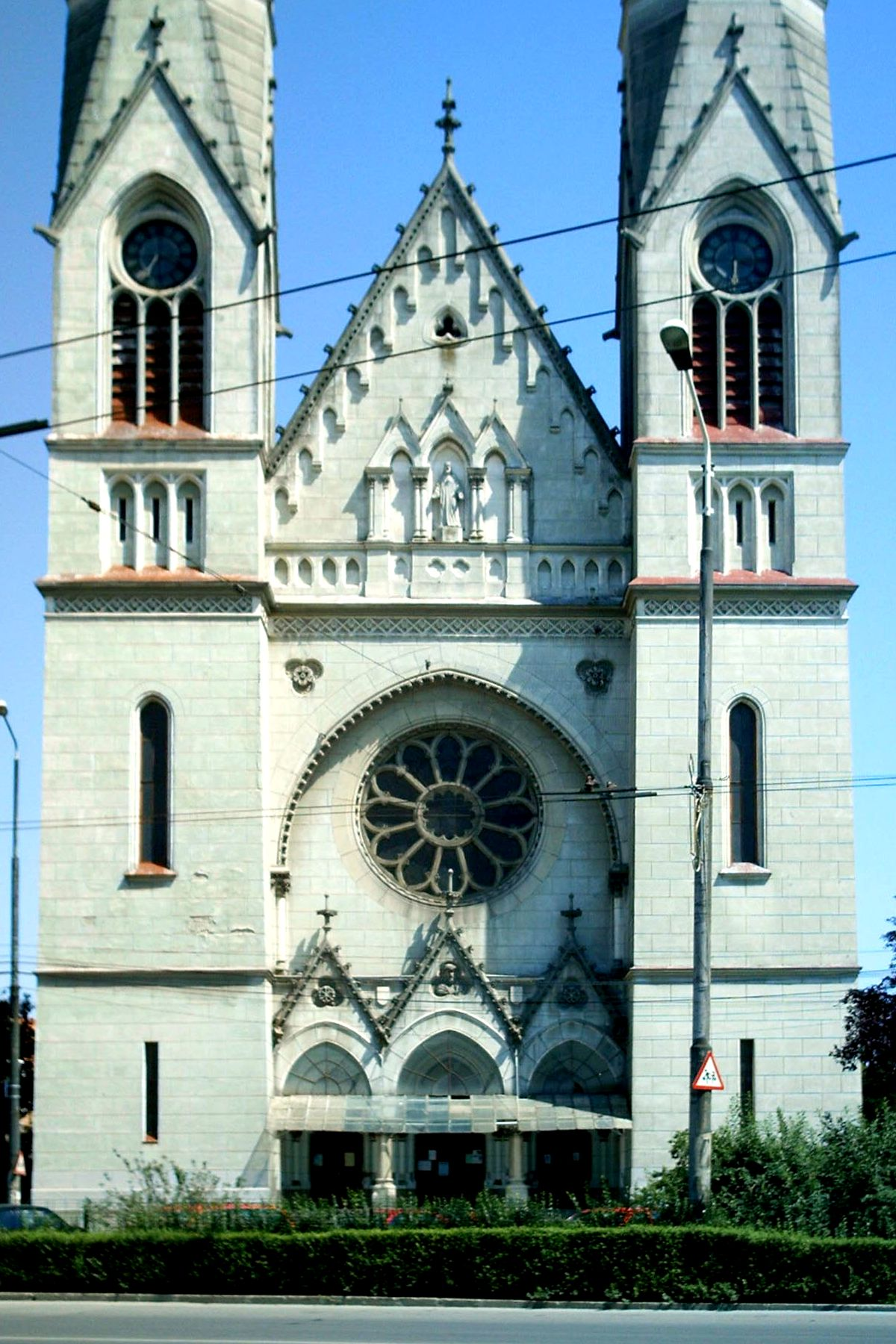
Vedere din faţă
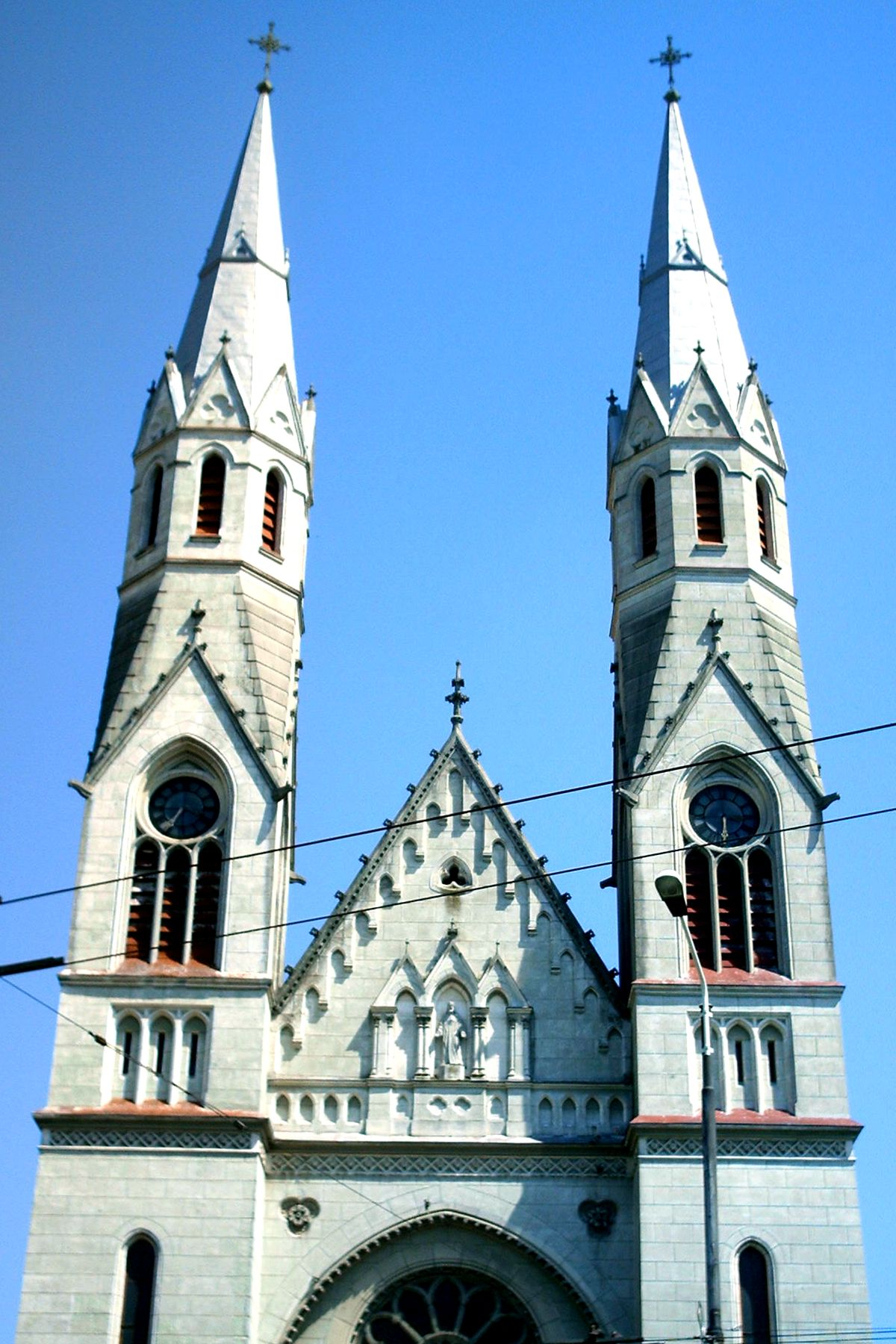
Turnurile
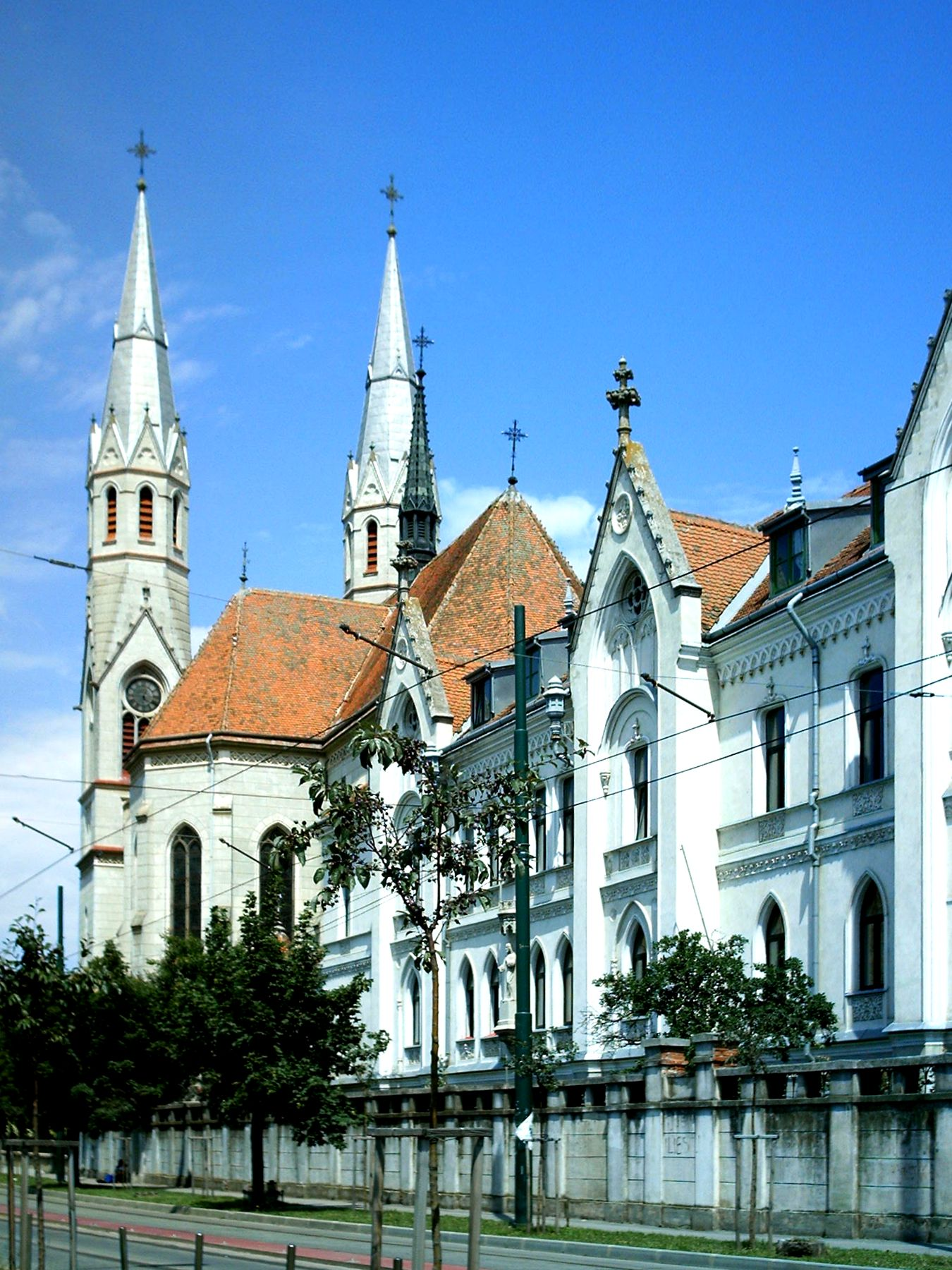
Vedere dinspre sud, cu mănăstirea salvatorienilor în prim plan
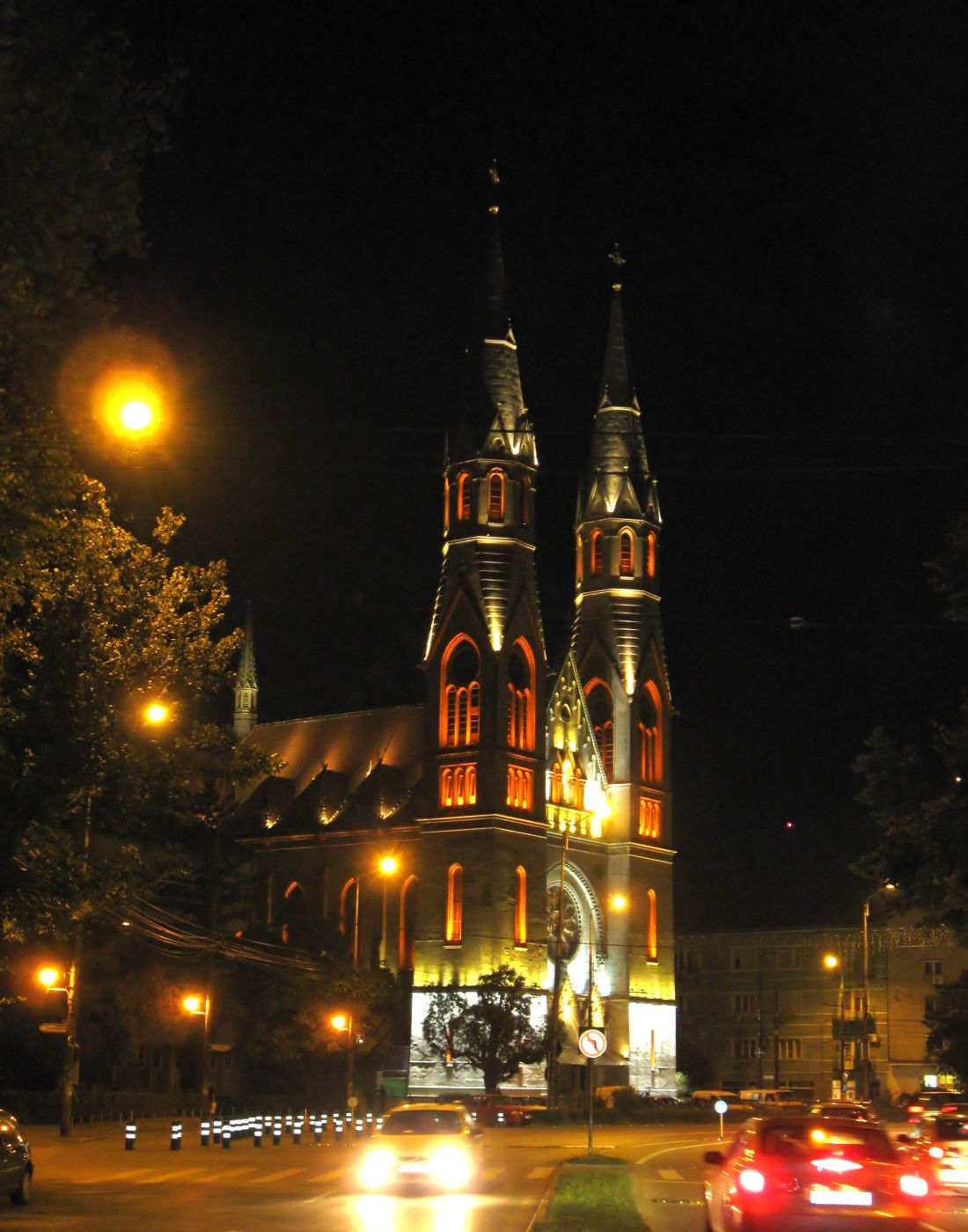
Noaptea